# Huta Komorowska
Huta Komorowska est une localité polonaise de la gmina de Majdan Królewski, située dans le powiat de Kolbuszowa en voïvodie des Basses-Carpates.